# احتجاجات خوزستان 2011
احتجاجات خوزستان 2011، والتي تعرف بين المتظاهرين باسم يوم غضب أحواز، تتعلق بالاحتجاجات العنيفة التي اندلعت في 15 أبريل 2011 في محافظة خوزستان، بمناسبة الذكرى السنوية لاضطرابات أحواز 2005، وكرد على الثورات العربية الإقليمية. استمرت الاحتجاجات لمدة أربعة أيام وأسفرت عن مقتل 12 إلى 15 من المحتجين وجرح واعتقال العديد. وقتل ضابط أمن أيضًا، وأصيب آخر بجروح. استمرت حالات القمع ضد المعارضة السياسية العربية في المنطقة منذ ذلك الحين مع الاعتقالات وعمليات الإعدام.

## الخلفية
بدأ حصار السفارة الإيرانية في لندن عام 1980 من قبل مجموعة انفصالية عربية كرد فعل للقمع الإقليمي في خوزستان، بعد انتفاضة الأحواز 1979. في البداية أراد المتظاهرون الحكم الذاتي لخوزستان؛ بعد ذلك طالبوا بالإفراج عن 91 من رفاقهم المحتجزين في السجون الإيرانية.
اندلعت أحدث تطورات هذا الصراع في العقد الأخير، عندما وقعت اضطرابات أحواز 2005 على نطاق واسع في أبريل 2005، وبالتالي تم تنفيذ سلسلة من التفجيرات في أحواز ومدن أخرى في إيران، باللوم على الجماعات السنية الانفصالية العربية في أحواز.

## معلومات تاريخية
ويعتقد أن النداءات الأولية للاحتجاج قد أثيرت بواسطة «إستراتيجية حكومية سرية تسربت في محاولة لتغيير التخطيط الديموغرافي للأحواز وجعل السكان العرب مجموعة عرقية أقلية»، حيث يمثلون حاليًا مجموعة عرقية أغلبية في محافظة خوزستان.
اندلعت احتجاجات بواسطة عرب إيران في 15 أبريل 2011، في الذكرى السادسة لاضطرابات أحواز 2005 في مدينة أحواز، عاصمة محافظة خوستان الإيرانية. طالب المحتجون «بالمزيد من الحقوق والمزايا الإنسانية». أفادت قناة العربية أنه عندما بدأت الاحتجاجات، تمت محاصرة المدينة من قبل قوات الأمن الإيرانية، التي قامت «بفض المظاهرات بالقوة»، وقالت إنه تم قتل 15 شخصًا من الأحواز وإصابة العشرات. ونقل أن قوات الأمن قد استخدمت أسلحة مختلفة، مثل كلاشنكوف وقنابل الغاز المسيل للدموع. وخلال ليلة يوم 15 أبريل، ذكر أنه تم شن «غارات ليلية» ضد الأشخاص الذين يعتقد أنهم شاركوا في الاحتجاجات.
كتبت الصحفية رولا هاجار المقيمة في لبنان لمدونة صحيفة لوس أنجلوس تايمز أن احتجاجات يوم 15 أبريل وقعت أيضًا في مدن عبادان والمحمرة وماهشار وشادكان. وأشارت إلى أن الأحداث قد «فقدت إلى حد كبير الاهتمام الدولي بسبب جهود المسؤولين الإيرانيين في المقام الأول». وذكرت أيضًا أن وكالات الأنباء في إيران قد أبلغت عن مقتل ثلاثة أشخاص على الأقل، «من بينهم ضابط»، من قبل «متمردين مسلحين». ويعزى انتشار الاحتجاج إلى استخدام مواقع الشبكة الاجتماعية وفيس بوك وتويتر.

## النتائج المترتبة

### اعتقالات في أواخر عام 2011
قالت منظمة هيومن رايتس ووتش أن قوات الأمن الإيرانية اعتقلت أكثر من 65 من السكان العرب خلال الحملات الأمنية في محافظة خوزستان ذات الأغلبية العربية في إيران منذ أواخر عام 2011 وذلك وفقًا لناشطين محليين. وأشارت تقارير من نشطاء محليين إلى وجود حملات أمنية في مدن الحميدية وشوش وأحواز. تم تنفيذ بعض من هذه الاعتقالات على الأقل ردًا على هتافات مناهضة للحكومة والكتابة بالجرافيتي على جدران الممتلكات العامة والتي تعبر عن التعاطف مع الثورات العربية وتدعو لمقاطعة الانتخابات البرلمانية الإيرانية في مارس 2012.

### أحكام إعدام خمسة عرب إيرانيين
ألقي القبض على خمسة عرب إيرانيين من الأحواز في عام 2011 أثناء المظاهرات وتم اتهامهم بقتل ضابط أمن واستخبارات وإصابة آخر. وحكم عليهم بالإعدام في 15 مارس 2012.

## ردود الفعل
- أصدرت منظمة هيومن رايتس ووتش بيانًا تقول فيه إنه ينبغي على الحكومة الإيرانية السماح بدخول وسائل الإعلام الدولية إلى المنطقة. وذكر جو ستورك، مدير قسم الشرق الأوسط في هيومن رايتس ووتش، «جعلت إيران من المستحيل تأكيد حجم أعمال العنف القاتلة ضد المتظاهرين في محافظة خوزستان، مما جعل إجراء تحقيقات شفافة ومستقلة في أعمال القتل والاعتقالات المزعومة ضرورة مطلقة».[14]
- طالبت منظمة العفو الدولية في تقرير صحفي أن تقوم الحكومة الإيرانية «بالتحقيق في الاشتباكات بين قوات الأمن والمتظاهرين» و«دعت لحماية جميع المعتقلين من التعذيب أو غيره من أصناف سوء المعاملة، والسماح لهم بالوصول إلى عائلاتهم ومحاميهم والحصول على العلاج الطبي الكافي».[15]
- وفقًا لإذاعة أوروبا الحرة/راديو ليبرتي وصحيفة الغارديان، أرسلت شيرين عبادي، الحائزة على جائزة نوبل، «رسالة إلى رئيس لجنة حقوق الإنسان التابعة للأمم المتحدة، نافي بيلاي، وصفت فيها حملة قمع قاتلة من قبل قوات الأمن الإيرانية لاحتجاج سلمي في عاصمة خوزستان، الأحواز الأسبوع الماضي». وأخبر نشطاء في مجال حقوق الإنسان إذاعة أوروبا الحرة/راديو ليبرتي أنهم تلقوا تقارير تفيد بأنه «كان هناك أكثر من 150 عملية اعتقال، بما في ذلك عدد من المثقفين والفنانين والناشطين في مجال حقوق المرأة.» وأنه «قيل لبقية النشطاء عدم التحدث إلى أي مؤسسة إعلامية».[16][17]
- في يونيو 2012، أدان الاتحاد الأوروبي السلطات الإيرانية، في أعقاب حكم الإعدام المعلق لخمسة أعضاء من الأقلية العربية في أحواز بإيران، على «عدم الاحترام الواقع لحقوق الأقليات»، وحثت السلطات في طهران على السماح للأقليات «بممارسة جميع الحقوق الممنوحة بموجب الدستور الإيراني والقانون الدولي.»

## الخسائر البشرية
وفقا لقناة العربية، قتل 15 متظاهرًا عربيًا في خوزستان في الفترة بين 15-18 أبريل 2011. ذكرت شيرين عبادي، الحائزة على جائزة نوبل، أنه نتج عن الاحتجاج «قتل 12 شخصًا على الأقل»، و«إصابة 20» و«اعتقال العشرات».
وفقا لجو ستورك، نائب مدير قسم الشرق الأوسط في هيومن رايتس ووتش، أسفرت العمليات الأمنية في محافظة خوزستان منذ الاحتجاجات هناك في شهر أبريل 2011 عن أكبر عدد من الوفيات والإصابات منذ حملة القمع التي تلت الانتخابات الرئاسية لعام 2009 المتنازع عليها.